# سالی بدون باران (آلبوم)
سالی بدون باران (به انگلیسی: A Year Without Rain) دومین آلبوم استودیویی از سلنا گومز و سین است. این آلبوم در ۲۱ سپتامبر ۲۰۱۰ و توسط هالیوود منتشر شد و در هفتهٔ اول با ۶۶ هزار فروش رتبهٔ چهارم را در آمریکا به دست آورد.

## فهرست ترانه‌ها
| شماره | عنوان                            | عنوان فارسی      |
| ----- | -------------------------------- | ---------------- |
| ۱     | Round & Round                    |                  |
| ۲     | A Year Without Rain              | سالی بدون باران  |
| ۳     | Rock God                         | خدای راک         |
| ۴     | Off the Chain                    |                  |
| ۵     | Summer's Not Hot                 | تابستان گرم نیست |
| ۶     | Intuition (feat. Eric Bellinger) | شهود             |
| ۷     | Spotlight                        | نورافکن          |
| ۸     | Ghost of You                     | از خیال تو       |
| ۹     | Sick of You                      | ازت خسته شدم     |
| ۱۰    | Live Like There's No Tomorrow    |                  |

## جدول‌ها و گواهینامه‌ها
| جدول (۲۰۱۰)                   | جایگاه |
| ----------------------------- | ------ |
| جدول آلبوم استرالیا           | ۴۶     |
| چارت موسیقی اتریش             | ۱۹     |
| جدول موسیقی بلژیک (فلاندرز)   | ۱۱     |
| جدول موسیقی بلژیک (والونیا)   | ۲۱     |
| چارت موسیقی کانادا            | ۶      |
| جدول آلبوم‌های جمهوری چک       | ۹      |
| جدول موسیقی هلند              | ۵۱     |
| چارت موسیقی فرانسه            | ۲۶     |
| جدول موسیقی آلمان             | ۲۲     |
| جدول موسیقی یونان             | ۱۰     |
| چارت موسیقی مجارستان          | ۲۳     |
| جدول موسیقی ایرلند            | ۴۰     |
| فدراسیون صنعت موسیقی ایتالیا  | ۲۸     |
| چارت موسیقی ژاپن              | ۵۲     |
| جدول موسیقی مکزیک             | ۱۶     |
| چارت آلبوم نیوزیلند           | ۲۴     |
| چارت موسیقی لهستان            | ۱۱     |
| چارت آلبوم‌های موسیقی پرتغال   | ۹      |
| جدول موسیقی اسپانیا           | ۶      |
| چارت موسیقی سوئیس             | ۳۷     |
| جدول موسیقی تایوان            | ۲      |
| جدول موسیقی آلبوم‌های بریتانیا | ۱۴     |
| آمریکا بیلبورد ۲۰۰            | ۴      |

| جدول (۲۰۱۰)        | جایگاه |
| ------------------ | ------ |
| آمریکا بیلبورد ۲۰۰ | ۱۴۴    |
| جدول (۲۰۱۱)        | جایگاه |
| آمریکا بیلبورد ۲۰۰ | ۶۷     |

| کشور     | گواهینامه |
| -------- | --------- |
| برزیل    | طلا       |
| کانادا   | طلا       |
| لهستان   | پلاتین    |
| بریتانیا | نقره      |
| آمریکا   | طلا       |

| کشور     | تاریخ           | فرمت      | لیبل             |
| -------- | --------------- | --------- | ---------------- |
| لهستان   | ۱۷ سپتامبر ۲۰۱۰ | CD        | یونیورسال میوزیک |
| کانادا   | ۲۱ سپتامبر ۲۰۱۰ | CD/CD+DVD | یونیورسال میوزیک |
| آلمان    | ۲۱ سپتامبر ۲۰۱۰ | CD/CD+DVD | یونیورسال میوزیک |
| آمریکا   | ۲۱ سپتامبر ۲۰۱۰ | CD/CD+DVD | هالیوود رکوردز   |
| استرالیا | ۲۴ سپتامبر ۲۰۱۰ | CD+DVD    | یونیورسال میوزیک |
| مکزیک    | ۲۴ سپتامبر ۲۰۱۰ | CD+DVD    | یونیورسال میوزیک |
| بریتانیا | ۴ اکتبر ۲۰۱۰    | CD/CD+DVD | فسنیشن رکوردز    |
| برزیل    | ۱۵ اکتبر ۲۰۱۰   | CD/CD+DVD | یونیورسال میوزیک |
| هند      | ۲۹ اکتبر ۲۰۱۰   | CD/CD+DVD | یونیورسال میوزیک |
| France   | ۲ دسامبر ۲۰۱۰   | CD/CD+DVD | فسنیشن رکوردز    |
| ژاپن     | ۲۶ ژانویه ۲۰۱۱  | CD/CD+DVD | اوکس اینترنشنال  |
| تایوان   | ۲۸ ژانویه ۲۰۱۱  | CD+DVD    | یونیورسال میوزیک |